# London Angels HC
A London Angels HC – magyar női kézilabda csapat az angol bajnokságban.

## A csapat megalakulása
A Londonban élő Kondor Gábor 2012 novemberében határozta el, hogy női kézilabda-csapatot alapítson. Szervezésének köszönhetően 2013. február 5-én megtartotta Szántó Andrea másodedzővel az első edzést a Barking Sporthouse Archiválva 2013. november 6-i dátummal a Wayback Machine-ben-ban. Az itt jelenlevő játékosokat személyesen kereste fel barátok és a világháló segítségével. Hamarosan megjelent egy jelentős hírportálon[forrás?] a toborzási felhívása, aminek következményeként két hét leforgása alatt közel 50 jelentkező volt, aki csatlakozni szeretett volna a csapathoz. A következő hetek edzései egyfajta szűrőként működtek. Ki az, aki komolyan gondolja és megfelelő előképzettsége van. Lassan lemorzsolódtak személyek, de folyamatosan érkeztek újak is.
A csapat megalakulása után három hónappal játszotta első edzőmérkőzését. A bemutatkozás még nem sikerült valami fényesen (22-26-os vereség), de a vezetőedzők és a szurkolók pozitívan értékelték a mérkőzést, és látták a jövő csapatának képét.
A Thames HC edzője, Frank Wuggenig a következőt nyilatkozta: Ez nagyon jó meccs volt! Annak ellenére, hogy kevés játékosunk volt, a végén nagyon elfáradtunk, azért tudtak a végén gyors indításokból gólokat dobni nekünk. Azt gondolom, hogy az Angels játékosai nagyon jók lehetnek a későbbiekben, csak még nem volt idő ahhoz, hogy összeszokjanak, de meglepődtem egyéni képességeik láttán. Nagyon jó a kapusuk és a játékos-állományuk, valószínűleg megállnák a helyüket a ligában, és jó versenytársak lennének. Remélem, bekerülnek az első ligába.[forrás?]
A második felkészülési mérkőzésen 2013. június 5-én már nagyon is kitettek magukért és a csapatért az Angels játékosai, és egy méretes zakóval engedték haza a London GD tartalékos csapatát. A 31-12-re megnyert mérkőzés után mindenki tudta hogy jó úton járnak és a csapatépítés is elindult.
2013 nyara a felkészülések jegyében zajlott, főként a bajnokság kezdetére kellett felkészíteni a csapatot, de már az augusztusi Beach Handball tornára is izgatottan készültek. A klub első hivatalos bemutatkozása Bournemouth városában, festői környezetben zajlott; a homokon nem találtak legyőzőre, és 100%-os mérleggel minden félidőt megnyerve lettek a brit strandkézilabda bajnokai 2013-ban.
A bajnokcsapat tagjai:
| mez | név               | poszt    | nemzetiség | gólok |
| --- | ----------------- | -------- | ---------- | ----- |
| 13  | Szántó Andrea     | irányító | magyar     | 30    |
| 15  | Rudolf Krisztina  | beállós  | magyar     | 22    |
| 5   | Horváth Nikolett  | beállós  | magyar     | 13    |
| 12  | Mozga Lilla       | kapus    | magyar     | 12    |
| 14  | Hrabovszki Regina | szélső   | magyar     | 7     |
| 6   | Győri Ildikó      | irányító | magyar     | 5     |
| 21  | Hangyál Anna      | kapus    | magyar     | 3     |
| 9   | Szabó Eufrozina   | irányító | magyar     | 3     |

Statisztikák a tornáról:
- Lőtt-kapott gólok száma: 97-41

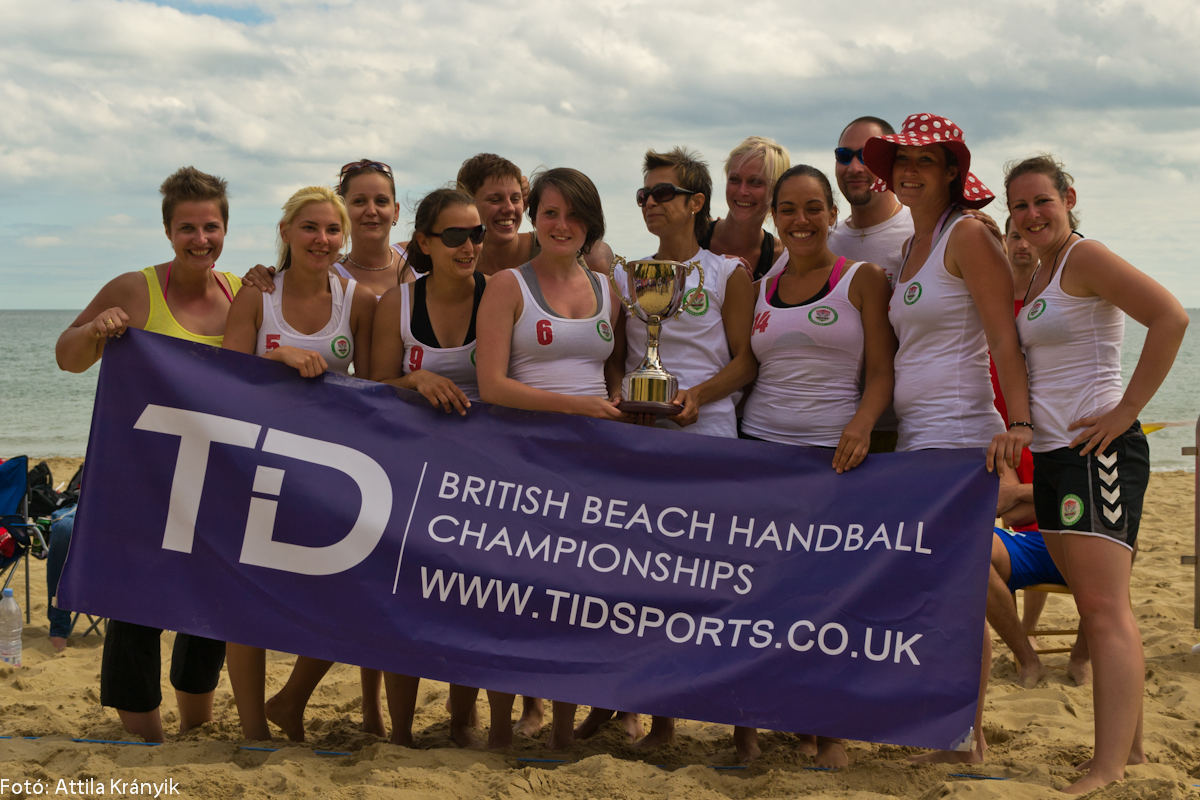
British Beach Handball Championship

- Megnyert-elvesztett félidők száma: 10-0
- Legnagyobb különbségű nyert félidő: 13-2 Sandbank elődöntő, II. félidő
- Legkisebb arányú győzelem: 4-3 Thames HC ellen csoportmeccs, II. félidő
- Szétlövés: -
- Kiállítás: 3 (Rudolf, Hangyál, Hrabovszki)

A brit strandkézilabda kupa után egy nyári tornán vettek részt az angyalok, mely három csapat részvételével zajlott. A házigazda Olympia HC csapata favoritként érkezett és minden oka megvolt a bizodalomra, hiszen aktuális angol bajnokként az EHF Kupára készültek. A London Angels meglepetésre egy szenzációs második félidőt produkálva megfordította a rivális elleni találkozót és az utolsó percekben szerzett 2 góllal jobbnak bizonyult a házigazdánál. A másik két mérkőzésen simán túljutottak az angyalok, és így kupagyőzelemmel zárták a nyarat.
Szeptember folyamán a felkészülés jegyében lezajlott két találkozón az Angels HC ugyan vereséget szenvedett, de ezek a kudarcok mindenképp hasznos tapasztalatokkal látták el a vezetőket a kezdődő bajnokságra.

## A 2014/15-es keret
| Mez | név                  | poszt    | állampolgárság |
| --- | -------------------- | -------- | -------------- |
| 1   | Páhor Andrea         | kapus    | magyar         |
| 16  | Mezei Csilla         | kapus    | magyar         |
| 21  | Hangyál Anna         | kapus    | magyar         |
| 65  | Homonnai Anikó       | kapus    | magyar         |
| 87  | Szabó Bernadett      | kapus    | magyar         |
| 2   | Hornai Anita         | átlövő   | magyar         |
| 4   | Gardalits Diána      | átlövő   | magyar         |
| 5   | Csombor Barbara      | beállós  | magyar         |
| 6   | Györki Ágnes         | szélső   | magyar         |
| 8   | Szabó Nóra           | átlövő   | magyar         |
| 9   | Szabó Eufrozina      | irányíó  | magyar         |
| 10  | Hogya Andrea         | átlövő   | magyar         |
| 11  | Molnár Eszter        | szélső   | magyar         |
| 13  | Szántó Andrea        | irányíó  | magyar         |
| 15  | Rudolf Krisztina     | szélső   | magyar         |
| 17  | Tösmagi Anett        | szélső   | magyar         |
| 18  | Kovács Edina         | átlövő   | magyar         |
| 20  | Nagy Tifani          | szélső   | magyar         |
| 26  | Hrabovszki Regina    | szélső   | magyar         |
| 28  | [Pusztai Réka]       | beállós  | magyar         |
| 29  | Győri Ildikó         | irányíó  | magyar         |
| 31  | Mecz Ágnes           | átlövő   | magyar         |
| 33  | Fodor Ágnes          | beállós  | magyar         |
| 44  | Gila Nikolett        | beállós  | magyar         |
| 63  | Bóta Nikoletta       | irányító | magyar         |
| 77  | Gergely Zsuzsanna    | szélső   | magyar         |
| 85  | Pál Zsuzsa           | beállós  | magyar         |
| 86  | Végső-Nagy Zsuzsanna | átlövő   | magyar         |
| 88  | Ádám Mónika          | átlövő   | magyar         |
| 89  | Orbán Dóra           | átlövő   | magyar         |
| 98  | Ádám Ágnes           | szélső   | magyar         |
| 99  | Kürti Nikoletta      | szélső   | szlovák        |

## 4. Eddigi mérkőzések
2014-15
- Deva HC - London Angels HC II. 17-21 (10-11) Archiválva 2014. október 15-i dátummal a Wayback Machine-ben
- London Angels HC-Ruislip Eagles HC 32-22 (16-9) Archiválva 2014. október 7-i dátummal a Wayback Machine-ben

2013-14
- London Angels HC-Thames HC 22-26( 10-12) Archiválva 2014. február 21-i dátummal a Wayback Machine-ben
- London Angels HC-London GD HC 31-12 (16-8) Archiválva 2013. október 12-i dátummal a Wayback Machine-ben
- London Angels HC – London GD HC 13-6 (8-2) Archiválva 2013. szeptember 9-i dátummal a Wayback Machine-ben
- Olympia HC – London Angels HC 11-13 (7-4) Archiválva 2013. szeptember 9-i dátummal a Wayback Machine-ben
- London Angels HC – London Urban 12-8 (5-5) Archiválva 2013. szeptember 9-i dátummal a Wayback Machine-ben
- London GD HC- London Angels HC 20-13 (9-6) Archiválva 2013. szeptember 12-i dátummal a Wayback Machine-ben
- Olympia HC - London Angels HC 24-15 (14-6) Archiválva 2013. szeptember 26-i dátummal a Wayback Machine-ben
- London Angels HC - Olympia HC 21-17 (9-9) Archiválva 2013. november 19-i dátummal a Wayback Machine-ben
- London Angels HC II. - Ruislip Eagles HC 28-24 (14-11) Archiválva 2013. november 19-i dátummal a Wayback Machine-ben
- London GD HC - London Angels HC II. 12-19 (6-8) Archiválva 2013. november 3-i dátummal a Wayback Machine-ben
- London Angels HC - London GD HC 31-12 (11-8) Archiválva 2013. november 14-i dátummal a Wayback Machine-ben
- Olympia HC - London Angels HC II. 21-16 (12-8) Archiválva 2013. november 14-i dátummal a Wayback Machine-ben
- Ruislip Eagles HC - London Angels HC 0-10 Archiválva 2013. november 19-i dátummal a Wayback Machine-ben
- Angels Handball Academy - London Angels HC 15-24 (6-11) Archiválva 2013. december 7-i dátummal a Wayback Machine-ben
- Olympia HC - London Angels HC 21-21 (9-8) Archiválva 2014. január 16-i dátummal a Wayback Machine-ben
- Ruislip Eagles HC - Angels Handball Academy 19-17 (11-8) Archiválva 2014. január 16-i dátummal a Wayback Machine-ben
- Liverpool SG - London Angels HC 3-38 (2-17) Archiválva 2014. február 4-i dátummal a Wayback Machine-ben
- Angels Handball Academy - London GD HC 17-18(8-10) Archiválva 2014. február 8-i dátummal a Wayback Machine-ben
- London GD HC - London Angels HC 16-29(6-12) Archiválva 2014. április 5-i dátummal a Wayback Machine-ben
- Angels Handball Academy - Olympia HC 9-10(4-6) Archiválva 2014. április 5-i dátummal a Wayback Machine-ben
- London Angels HC - Coventry 41-13 (20-6) Archiválva 2014. április 4-i dátummal a Wayback Machine-ben
- London Angels HC - Angels Handball Academy 26-18 (15-8) Archiválva 2014. március 16-i dátummal a Wayback Machine-ben
- London GD HC - London Angels HC 8-40(4-22) Archiválva 2014. május 11-i dátummal a Wayback Machine-ben
- London Angels HC - Coventry HC 26-6 (13-3) Archiválva 2014. október 15-i dátummal a Wayback Machine-ben

### Brit Strandkézilabda Bajnokság, Bournemouth 2013
- London Angels HC - Thames HC 2:0 (10-5, 4-3) csoportmeccs
- London Angels HC - Fulham Hawks 2-0 (10-2, 8-2) csoportmeccs
- London Angels HC - Manchester HC 2-0 (7-5, 14-7) csoportmeccs
- London Angels HC - Sandbanks 2-0 (11-1, 13-2) elődöntő
- London Angels HC - Thames HC 2-0 (9-6, 11-8) döntő

### Brit Strandkézilabda Bajnokság, Bournemouth 2014
- - London Angels HC - Poole Phoenix 2-0 (11-10, 15-8) Archiválva 2014. október 15-i dátummal a Wayback Machine-ben döntő

## A klubnál megfordult játékosok
Agárdi-Nagy Judit, Burghardt Rozália, Durst Klaudia, Katona Gabriella, Kőszegi Viktória, Molnár Mária, Pörge Mercédesz, Rézműves Mariann, Szabados Enikő, Szentendrei Kata, Laczkó Roxána, Rick Renáta, Móri Csilla, Greff Gabriella, Bujdosó Éva, Mozga Lilla, Válóczi Tünde, Futó Alexandra, Kunyik Veronika, Korbály Anita, Dombosné Horváth Noémi.